# Babolein
Babolein ou Babolin ou Babolinus en latin fut le premier abbé de l'abbaye de Saint-Maur, près de Paris. C'est un saint chrétien fêté le 26 juin.

## Biographie
Le 20 mai 624, il recueille en compagnie de Rauracus, évêque de Nevers, les derniers soupirs d'Austrégésile de Bourges, archevêque de cette ville.
Babolein avait été  moine de l'abbaye de Luxeuil et disciple de saint Colomban de Luxeuil. En 639 un diacre de Paris nommé Blidegisile obtient de la reine Nanthilde veuve de Dagobert Ier et régente du royaume pour le compte de son fils Clovis II, la donation de la boucle de la Marne où est située l'actuelle commune de Saint-Maur-des-Fossés pour y édifier un monastère. L'église est dédiée à la Vierge et aux apôtres Pierre et Paul Dès le 9 mai 641 Babolein est mentionné comme premier abbé et il institue une règle mixte mi colombanienne mi bénédictine au monastère qui prend le nom de « Fossatus » ou « Saint-Pierre-du-Fossé » du fait de la configuration du terrain. Le 15 mai 643 la communauté obtient d'Audebert évêque de Paris (643-650), le droit d'élire son abbé et le 27 avril 658 Clotaire III la place sous sa protection.   
Babolein y meurt vers 660/670  après avoir désigné un certain Ambroisio comme successeur.La chapelle Notre-Dame des Miracles dont les ruines sont encore visibles dans le « Parc de l'Abbaye » marque selon la tradition l'emplacement de l'église primitive dans laquelle fut inhumé Babolein. 
La « Vita sancti Baboleni » a été écrite vers 1058/1067 par un moine anonyme de l'Abbaye de Saint-Maur.  Le texte original de ce récit hagiographique perdu, n'est connu que par une copie du XIIe siècle conservée à Troyes et deux manuscrits du XIIIe siècle . C'est dans ce texte qu'apparaissent les anciennes légendes de l’abbaye, dont celle des Bagaudes retranchés à « castrum bagaudarum » bâti par « César » sur la butte du vieux Saint-Maur, qui auraient été massacrés au IIIe siècle. « Malgré quelques rares vraisemblances on ne trouve finalement guère de base au récit romancé du siège des Bagaudes composé au XIe siècle » .

## Article lié
- Abbaye de Saint-Maur
- Abbaye Notre-Dame de Nevers
- Abbaye royale de Bellavaux de Charenton
- Donjon de Jouy